# Antonio Lafreri
Antonio Lafreri, o Antoine Lafréry (Orgelet, 1512 – Roma, 1577), è stato un editore francese operante a Roma.

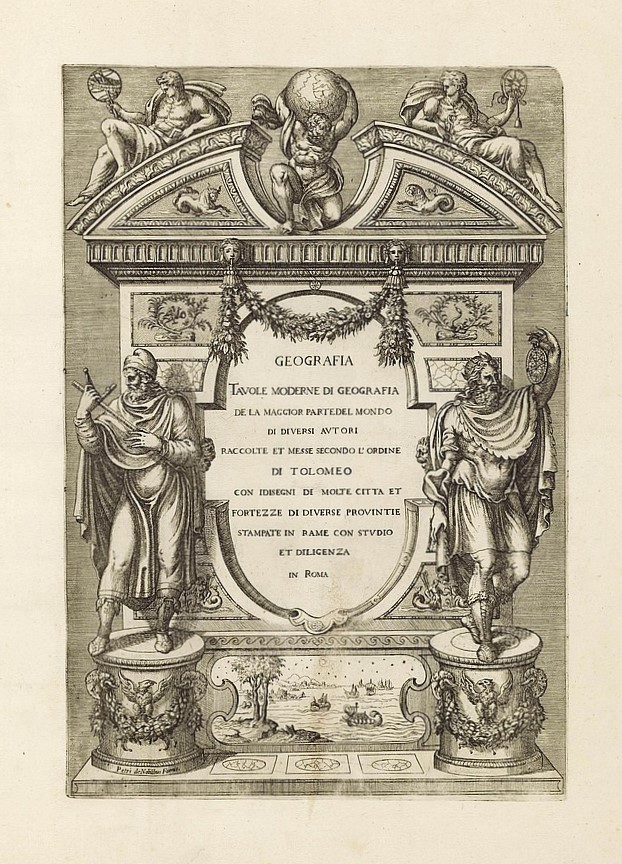
Frontespizio di: Tavole moderne di geografia de la maggior parte del mondo di diversi autori raccolte et messe secondo l'ordine di Tolomeo

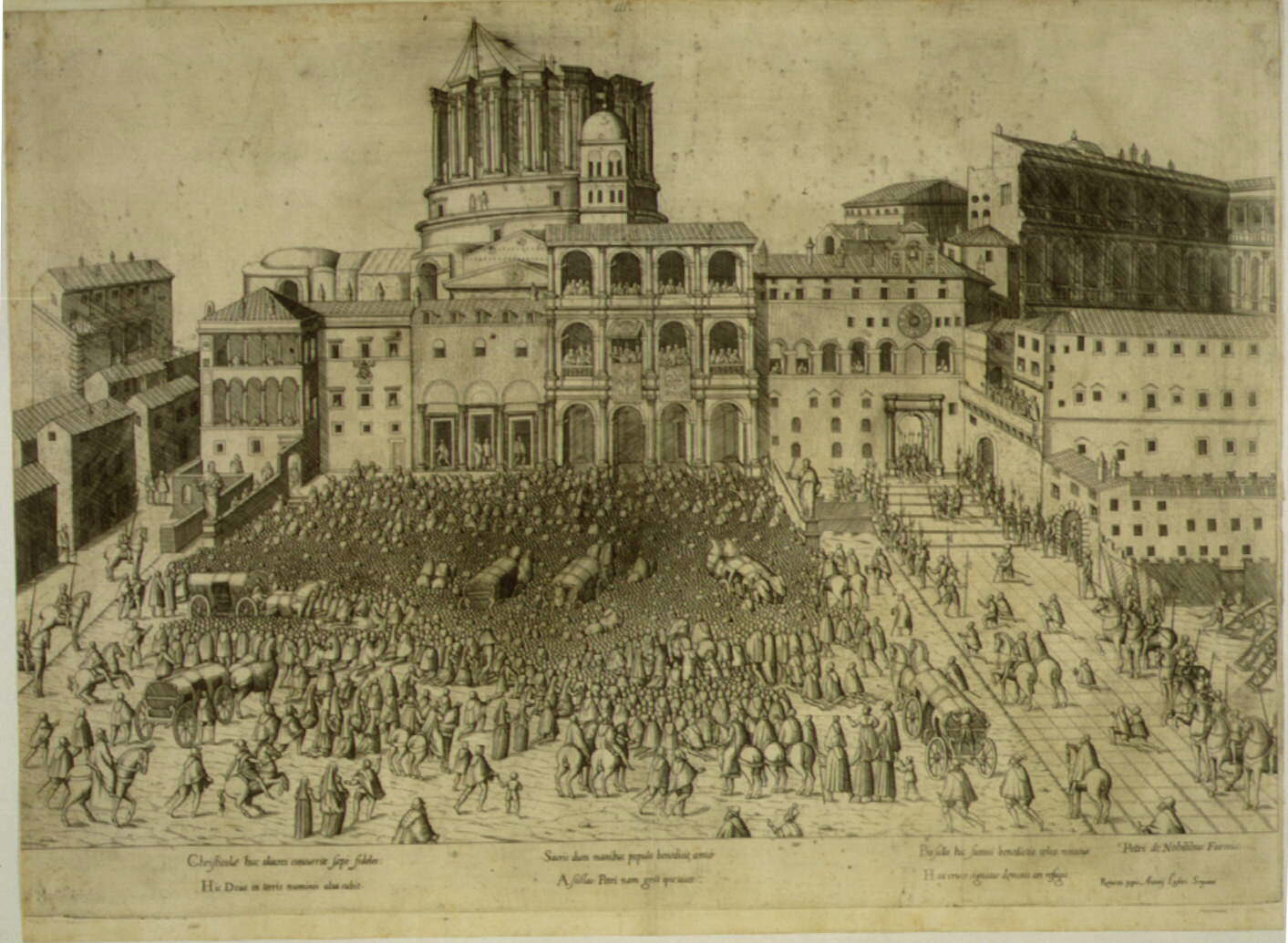
Benedizione papale, con la cupola di San Pietro in costruzione (tavola dello Speculum Romanae Magnificentiae)

Tra i maggiori editori di stampe in Europa nel Cinquecento, il nome di Lafreri è principalmente associato alla pubblicazione del primo catalogo di vendita di incisioni fino a questo momento conosciuto, meglio noto come Indice. A lui si deve inoltre l'invenzione del commercio di stampe - oltre che come tavole sciolte - anche in forma di volumi dedicati a specifiche tematiche, tra cui quelle di maggiore successo furono lo Speculum Romanae Magnificentiae - raccolta di monumenti romani - e le Tavole moderne di geografia anche detto Atlante Lafreri.
Sebbene talora sia stato citato come incisore, non vi sono prove che Lafreri sia stato anche autore di stampe. 

## Biografia
La notizia della nascita di Lafreri a Orgelet, nella diocesi di Besançon, nel 1512, così come quella della morte, avvenuta a Roma nel luglio del 1577, sono state ricavate dalla lastra tombale in marmo inserita nel pavimento della chiesa romana di San Luigi dei Francesi, oggi del tutto illeggibile, ma trascritta nel XIX secolo da Vincenzo Forcella nelle Iscrizioni delle chiese e d'altri edificii di Roma dal secolo XI fino ai giorni nostri.
Lanfreri svolse la sua carriera a Roma, dove risulta attivo come editore di stampe dall'inizio degli anni quaranta del Cinquecento nel quartiere del Parione.
Dal 1553 Lafreri operò in società con l'editore di origine spagnola e attivo a Roma Antonio Salamanca, fino alla morte di questo, avvenuta nel 1563.
Dopo la morte di Lafreri nel 1577, il suo patrimonio di matrici in rame e stampe venne diviso tra gli eredi e le quote principali furono assegnate a Stefano Duchet e Claude Duchet. Dei due soltanto Claude portò avanti un'attività come editore di incisioni, proseguendo fino alla sua morte (1585) anche la tradizione delle collezioni tematiche in volume.
Alcune di queste lastre, appartenute nel tempo a editori come Pietro De Nobili, Giovanni Orlandi, i De Rossi e Carlo Losi, e da questi pubblicate con l'aggiunta dei propri nomi, sono sopravvissute e si conservano alla Calcografia Nazionale.

## L'Indicedi Antonio Lafreri
L'Indice è un opuscolo di sedici pagine, nel quale, rivolgendosi ai "lettori", Lafreri presenta una lista dettagliata, non numerata, di oltre cinquecento opere poste in vendita presso la sua bottega in Roma, verso il 1575.    
Per la sua natura, questo stampato si deve collocare nel genere delle liste commerciali editoriali, di cui si contano esempi, in Europa, già nel Quattrocento, riferiti però alla sola produzione libraria, mentre per le immagini a stampa costituisce il primo esempio fino a questo momento conosciuto.   
L'opuscolo non ha una propria titolazione, né risulta fornito di note tipografiche: viene pertanto citato con l'incipit, ovvero il titolo della prima delle cinque sezioni tematiche in cui le stampe sono presentate: Indice delle tavole moderne di geografia della maggior parte del mondo di diuersi auttori, iraccolte et messe per ordine.   
Il contenuto dell'Indice è stato reso noto nel 1908 da Franz Ehrle, che per primo ne ha pubblicato una trascrizione integrale.   
La sua datazione si colloca verosimilmente intorno al 1575, poiché nell'elenco figurano incisioni che portano segnato l'anno 1574 e 1575.  
Le materie trattate all'interno dell'Indice sono ordinate in cinque sezioni:  
- carte geografiche, scene di battaglie e vedute di città (Tavole moderne di geografia);
- edifici e monumenti di Roma antica e moderna (Tavola delle Antichità di Roma tanto di fabriche et edificij, quanto di Statue, et altre cose, aggiontovi gli edifitij moderni più celebri);
- mito e riproduzione delle opere dei pittori, Michelangelo e Raffaello in particolare (Tavola dell'Historie di Poesie et inventioni di diversi pittori, Historie del Testamento vecchio et nuovo con altre diverse historie di devotione, cavate da diversi scultori et pittori);
- ritratti (Effigie diverse);
- libri di tavole calcografiche (Libri et stampe di rame), che trattavano temi come l'ornato e il ritratto.

Sui temi trattati in queste sezioni, a partire dagli anni Sessanta del Cinquecento Lafreri intraprese il commercio oltre che in forma di stampe sciolte, anche come raccolte in volume di carattere iconografico. Ancorché dotati di un frontespizio i singoli esemplari di queste raccolte non sono equiparabili alle diverse copie di un libro, ma sono quasi sempre differenti tra loro per composizione e per numero di tavole.
Tra le pubblicazioni in volume, quelle meglio conosciute sono lo Speculum Romanae Magnificentiae e il cosiddetto Atlante Lafreri (Lafreri Atlas), il primo tentativo in Italia di costituire un atlante in senso moderno. 

##### Testi di riferimento di carattere generale
- Christopher L.C.E. Witcombe, Print publishing in Sixteenth century Rome : growth and expansion, rivalry and murder, London, Harvey Miller Publishers, 2008.
- Birte Rubach, Ant Lafreri formis Romae: der Verleger Antonio Lafreri und seine Druckgraphikproduktion, Berlin, Lukas Verlag, 2016.

#### Testi di riferimento sulla dispersione del patrimonio di matrici dopo la morte di Lafreri
- Valeria Pagani, The Dispersal of Lafreri's Inheritance, 1581-1589, in Print Quarterly, XXV, n. 1, 2008,  pp. 3-23.
- Valeria Pagani, The Dispersal of Lafreri's Inheritance, 1581-1589-II Pietro De Nobili, in Print Quarterly, XXV, n. 4, 2008,  pp. 363-393.
- Valeria Pagani, The dispersal of Lafreri's inheritance 1581 - 89 - III : the De' Nobili - Arbotti - Clodio partnership, in Print Quarterly, vol. 28, n. 2, 2011,  pp. 119-136.
- Valeria Pagani, Inventari di rami Lafreri-Duchet, 1598 - 1599, in Ein privilegiertes Medium und die Bildkulturen Europas, 2012,  pp. 63-85.